# Bonagota
Bonagota is een geslacht van vlinders van de familie bladrollers (Tortricidae).

## Soorten
- B. bogotana (Walker, 1863)
- B. cranaodes (Meyrick, 1937)
- B. melanecta (Meyrick, 1917)
- B. penthinella (Zeller, 1877)
- B. salubricola (Meyrick, 1931)
- B. wilkinsonii (Butler, 1883)